# 田谷聡
田谷 聡（たたに さとし）は日本の総務官僚。

## 来歴
兵庫県西宮市出身。白陵高等学校を経て、1984年東京大学法学部卒業、自治省入省。一橋大学大学院法学研究科教授、自治大学校部長教授、総務省公務員課長等を経て、2014年福島復興局長。2016年に退官後、地方公務員災害補償基金理事長、明治大学ガバナンス研究科兼任講師、関西学院大学経営戦略研究科客員教授など。

## 略歴
- 1984年4月：自治省入省[5]
- 2000年7月：石川県企画開発部長
- 2002年7月：石川県総務部長
- 2005年8月：消防庁消防・救急課救急企画室長
- 2007年4月：一橋大学大学院法学研究科教授
- 2009年4月：地方公務員災害補償基金総務課長
- 2009年8月：総務省自治行政局合併推進課長
- 2010年4月：総務省自治行政局市町村体制整備課長
- 2010年7月：自治大学校部長教授
- 2011年5月：政治資金適正化委員会事務局長
- 2013年4月：総務省自治行政局公務員部公務員課長[5]
- 2014年8月：復興庁福島復興局長[5]
- 2016年6月：総務省大臣官房付、辞職、地方公務員共済組合連合会理事[5]
- 2018年7月：地方公務員災害補償基金理事長[5]
- 2019年1月：総務省大臣官房付、辞職[6]
- 2019年11月：第一生命保険顧問[6]、自治医科大学常務理事、自治医科大学協栄会、及び　さいたま協栄理事長、

## 著書
- 『最近における議会関係の事例について』全国都道府県議会議長会事務局 1989年
- 『財務管理』ぎょうせい 2002年
- 『中国の格差、日本の格差 : 格差社会をめぐる』（渡辺雅男編, 共著）彩流社 2009年